# کاه مکی
کاه مکی یا پوتار (نام علمی: Cymbopogon olivieri) یکی از گیاهان است.
کاه مکی در ایران از جمله در بلندی‌های بالای ۲۵۰۰ متر در استان کهگیلویه و بویراحمد می‌روید.

## منبع
مرکز گردشگری علمی فرهنگی دانشجویان ایران بایگانی‌شده  در ۲۸ مارس ۲۰۰۸ توسط Wayback Machine